# Saint-Nérée
| Saint-Nérée                   |                        |
| Saint-Nérée.jpg               |                        |
| Coordenadas: 46º44'N, 70º43'W |                        |
| Província                     | Quebec                 |
| Região administrativa         | Chaudière-Appalaches   |
| Incorporado em                | 29 de março de 1887    |
| Prefeito                      | Clément Vallières      |
| Código postal                 | 19045                  |
|                               |                        |
| Área                          |                        |
| - Cidade                      | 75,73 km², 30,3 mi²    |
| Fuso horário                  | UTC -5                 |
| População (2006)              |                        |
| - Cidade                      | 806                    |
| - Densidade                   | 11 hab/km², 27 hab/mi² |

Saint-Nérée é uma municipalidade canadense do conselho municipal regional de Bellechasse, Quebec, localizada na região administrativa de Chaudière-Appalaches. Em sua área de pouco mais de 75 km2, habitam cerca de 800 pessoas.